# Balanced Actuation Calipers
BAC staat voor: Balanced Actuation Calipers.
Dit was een remsysteem van Kawasaki motorfietsen met remklauwen met dubbele zuigers van verschillende diameter. Dit systeem werd voor het eerst toegepast op de Kawasaki GPX 750 R IN 1986. 
Tegenwoordig zijn remklauwen met meer dan twee zuigers vrij algemeen bij motorfietsen.